# Els Verds (Israel)
Els Verds (hebreu הירוקים, ha-Yeruqqim) és un partit polític d'Israel d'ideologia ecologista. Fou fundat el desembre de 1997 i dirigit per Pe'er Visner, i tot i que no té representació a la Kenésset és present en assemblees municipals.
A les eleccions legislatives d'Israel de 2006 va obtenir 47.595 vots (1,52%), un resultat que no va ser suficient per passar el llindar del 2%. A les eleccions anteriors el 2003, el llindar electoral havia estat de l'1,5%.
Tanmateix, com a resultat d'una millora substancial a les eleccions municipals de novembre de 2008, els Verds assoliren un total de 50 places en 22 municipis. A Haifa, on l'ex candidat Verd (en l'actualitat de Qadima) Yona Yahav va ser reescollit per a un segon període com a alcalde, els Verds obtingueren quatre escons, mentre que a Tel-Aviv van treure tres escons i Pe'er Visner fou nomenat tinent d'alcalde.
El Partit Verd va fer una campanya intensiva per a les eleccions legislatives d'Israel de 2009 les eleccions nacionals, celebrades el 10 de febrer. Les enquestes a diversos diaris nacionals havien pronosticat que el partit podria guanyar al voltant de 2-3 escons, entrant per primer com els Verds a la Kenésset. I amb el sistema israelià de govern de coalició, podrien tenir-hi una oportunitat, ja que probablement hauria estat vist com un soci igualment acceptable tant en una coalició d'esquerres com de dretes. Finalment, però, no van assolir passar del llindar electoral i no van treure cap escó.

## Resultats electorals
| Any        | Vots             | %                | Escons           | +/-              | Govern            |
| ---------- | ---------------- | ---------------- | ---------------- | ---------------- | ----------------- |
| 1999       | 13.292           | 0,4              | 0 / 120          | Nou              | Extraparlamentari |
| 2003       | 12.833           | 0,41             | 0 / 120          | =                | Extraparlamentari |
| 2006       | 47.595           | 1,52             | 0 / 120          | =                | Extraparlamentari |
| 2009       | 12.378           | 0,37             | 0 / 120          | =                | Extraparlamentari |
| 2013       | 8,190            | 0.22             | 0 / 120          | =                | Extraparlamentari |
| 2015       | 2,992            | 0.07             | 0 / 120          | =                | Extraparlamentari |
| Abril 2019 | No hi participen | No hi participen | No hi participen | No hi participen | No hi participen  |
| Set. 2019  | No hi participen | No hi participen | No hi participen | No hi participen | No hi participen  |
| 2020       | No hi participen | No hi participen | No hi participen | No hi participen | No hi participen  |